# Killswitch Engage
Killswitch Engage je američki metalcore sastav iz Westfielda.

## Povijest sastava
Osnovan je 1999. nakon raspada sastava Overcast i Aftershock, te su prvu postavu činili Mike D'Antonio, Adam Dutkiewicz, Joel Stroetzel i Jesse Leach. Ime su preuzeli iz epizode Dosjea X, "Kill Switch". Iste godine objavljuju svoj prvi demo, te sviraju kao predgrupa švedskom In Flamesu. Nakon objavljivanja debitantskog studijskog album Killswitch Engage 2000. godine, sastav potpisuje za izdavačku kuću Roadrunner Records. Drugi studijski album Alive or Just Breathing objavljuju 2001., te snimaju spot za pjesmu "My Last Serenade". Iduće godine, pjevač Jesse Leach napušta sastav, te ga zamjenjuje Howard Jones. Prvi album s novim pjevačem, The End of Heartache objavljuju 2004., te postižu dotad najveći uspjeh: album se našao na 21. mjestu Billboard 200 top ljestvice s 38.000 prodanih primjeraka u prvom tjednu. Album je bio hvaljen i od strane kritičara, a pjesma "The End of Heartache", koja je također bila i glavna pjesma na soundtracku za film Resident Evil: Apokalipsa, bila je nominirana za Grammy u kategoriji za najbolju metal izvedbu. Još veći uspjeh postigao je njihov idući album As Daylight Dies, objavljen 2006. Svoj zasada posljednji album, Killswitch Engage, nazvan prema sastavu kao i njihov debitantski album, objavili su 2009. godine. Godine 2012. Howard Jones napušta sastav, te se na njegovo mjesto vraća Jesse Leach. Njegov povratnički album Disarm the Descent objavili su 2013. godine. Najnoviji album Incarnate izlazi 2016. godine.

## Stil i teme pjesama
Njihova glazba opisuje se kao metalcore i melodični metalcore, uz kombinaciju elemenata extreme metala i hardcore punka. Jones, kao i bivši pjevač pišu tekstove koji se smtraju "pozitivnima", Jesse Leach je izjavio da su njihove pjesme o "jedinstvu, pozitivnosti i ljubavi".

## Članovi sastava
| Logotip Zajedničkog poslužitelja | Zajednički poslužitelj ima još gradiva o temi Killswitch Engage |

| Killswitch Engage | Killswitch Engage |
| --- | --- |
| | |
| Mike D'Antonio · Adam Dutkiewicz · Joel Stroetzel · Howard Jones · Justin Foley Jesse Leach · Tom Gomes • Pete Cortese | |
| | |
| Studijski albumi | Killswitch Engage · Alive or Just Breathing · The End of Heartache · As Daylight Dies · Killswitch Engage · Disarm the Descent · Incarnate                                        |
| | |
| Singlovi | "My Last Serenade" · "Life to Lifeless" · "Fixation on the Darkness" · "Rose of Sharyn" · "The End of Heartache" · "My Curse" · "The Arms of Sorrow" · "Holy Diver" · "Reckoning" |
| | |
| Videografija | (Set This) World Ablaze |

| Killswitch Engage | Killswitch Engage |
| --- | --- |
| | |
| Mike D'Antonio · Adam Dutkiewicz · Joel Stroetzel · Howard Jones · Justin Foley Jesse Leach · Tom Gomes • Pete Cortese | |
| | |
| Studijski albumi | Killswitch Engage · Alive or Just Breathing · The End of Heartache · As Daylight Dies · Killswitch Engage · Disarm the Descent · Incarnate                                        |
| | |
| Singlovi | "My Last Serenade" · "Life to Lifeless" · "Fixation on the Darkness" · "Rose of Sharyn" · "The End of Heartache" · "My Curse" · "The Arms of Sorrow" · "Holy Diver" · "Reckoning" |
| | |
| Videografija | (Set This) World Ablaze |